# Walter Núñez
Walter Claudio Núñez (Reconquista, 13 febbraio 2003) è un calciatore argentino, attaccante del Montevideo City Torque.

## Carriera
È cresciuto nel settore giovanile del Ferro Carril Oeste, con cui ha debuttato il 30 maggio 2022 nell'incontro di Primera B Nacional vinto 1-0 contro il Santamarina. Ha segnato il suo primo gol nella giornata successiva disputata il 5 giugno contro l'Estudiantes (BA) e vinta 2-1.
Il 2 agosto seguente è stato ceduto a titolo definitivo al Montevideo City Torque, con cui ha conquistato una promozione dalla seconda alla prima divisione uruguaiana, per poi nel 2025 esordire in questo campionato.

## Statistiche

### Presenze e reti nei club
Statistiche aggiornate al 7 marzo 2025.
| Stagione                  | Squadra                   | Campionato                | Campionato | Campionato | Coppe nazionali | Coppe nazionali | Coppe nazionali | Coppe continentali | Coppe continentali | Coppe continentali | Altre coppe | Altre coppe | Altre coppe | Totale | Totale | Totale |
| Stagione                  | Squadra                   | Comp                      | Pres       | Reti       | Comp            | Pres            | Reti            | Comp               | Pres               | Reti               | Comp        | Pres        | Reti        | Pres   | Reti   |        |
| ------------------------- | ------------------------- | ------------------------- | ---------- | ---------- | --------------- | --------------- | --------------- | ------------------ | ------------------ | ------------------ | ----------- | ----------- | ----------- | ------ | ------ | ------ |
| 2022                      | Ferro Carril Oeste        | PBN                       | 21         | 1          | CA              | 1               | 0               | -                  | -                  | -                  | -           | -           | -           | 22     | 1      |        |
| 2023                      | Ferro Carril Oeste        | PBN                       | 21         | 0          | CA              | 0               | 0               | -                  | -                  | -                  | -           | -           | -           | 21     | 0      |        |
| 2024                      | Ferro Carril Oeste        | PBN                       | 1          | 0          | CA              | 0               | 0               | -                  | -                  | -                  | -           | -           | -           | 1      | 0      |        |
| Totale Ferro Carril Oeste | Totale Ferro Carril Oeste | Totale Ferro Carril Oeste | 43         | 1          |                 | 1               | 0               |                    | -                  | -                  |             | -           | -           | 44     | 1      |        |
| 2024                      | Montevideo City Torque    | SD                        | 29         | 2          | CU+CU           | 1+2             | 1+1             |                    | -                  | -                  |             | -           | -           | 32     | 4      |        |
| 2025                      | Montevideo City Torque    | PD                        | 5          | 1          | CU              | 0               | 0               | -                  | -                  | -                  |             | -           | -           | 5      | 1      |        |
| Totale carriera           | Totale carriera           | Totale carriera           | 77         | 4          |                 | 4               | 2               |                    | -                  | -                  |             | -           | -           | 81     | 6      |        |